# Timandra correspondens
Timandra correspondens là một loài bướm đêm trong họ Geometridae.